# Halle de La Ferrière-sur-Risle
La halle de La Ferrière-sur-Risle est une halle du XVIe siècle située à La Ferrière-sur-Risle dans le département de l'Eure en région  Normandie. 
La halle est inscrite au titre des monuments historiques depuis 1926.

## Localisation
La halle de La Ferrière-sur-Risle se situe sur le territoire de la commune de La Ferrière-sur-Risle dans le Centre-Ouest du département de l'Eure, sur la bordure Est de la région naturelle du pays d'Ouche. Elle s'élève au cœur de la vallée de la Risle, en plein centre du bourg de la commune, à proximité de l'église Saint-Georges.

## Historique
La halle est probablement construite entre les XIVe et XVIe siècles. Selon une étude menée sur l'édifice, une grande partie des bois de charpente aurait été abattue entre 1499 et 1503.
En 1791, le duc de Bouillon, comte d’Évreux, en fait don à la commune. 
Au XIXe siècle, le juge de paix siège à l’étage dans la partie appelée « l’Audience » (aujourd'hui détruite), certainement l'auditoire de la vicomté d'Ancien Régime.
En 1865, le conseil municipal juge la halle trop grande pour les besoins des marchés et des foires. De plus, l'édifice pose des problèmes de circulation au centre du village. En conséquence, il est décidé d'en détruire une partie,.
En 2019, la halle fait l'objet d'une restauration importante : la couverture est refaite en tuiles plates, les pignons sont recouverts d'un bardage bois au nord-est et d'un essentage en ardoises au sud-ouest, la charpente est remis en état et la calade en silex est revue (reprise des lacunes et rejointoiements ponctuels).
Jusqu'en 1930, le deuxième jour de novembre, s'y tient un marché aux pommes. Désormais, chaque troisième dimanche du mois, les halles accueillent un marché de brocanteurs et d'antiquaires.

## Architecture
À l'origine, la halle était longue de 55 mètres et large de 9 mètres. Depuis la réduction de 1865, elle ne mesure plus que 6 mètres.

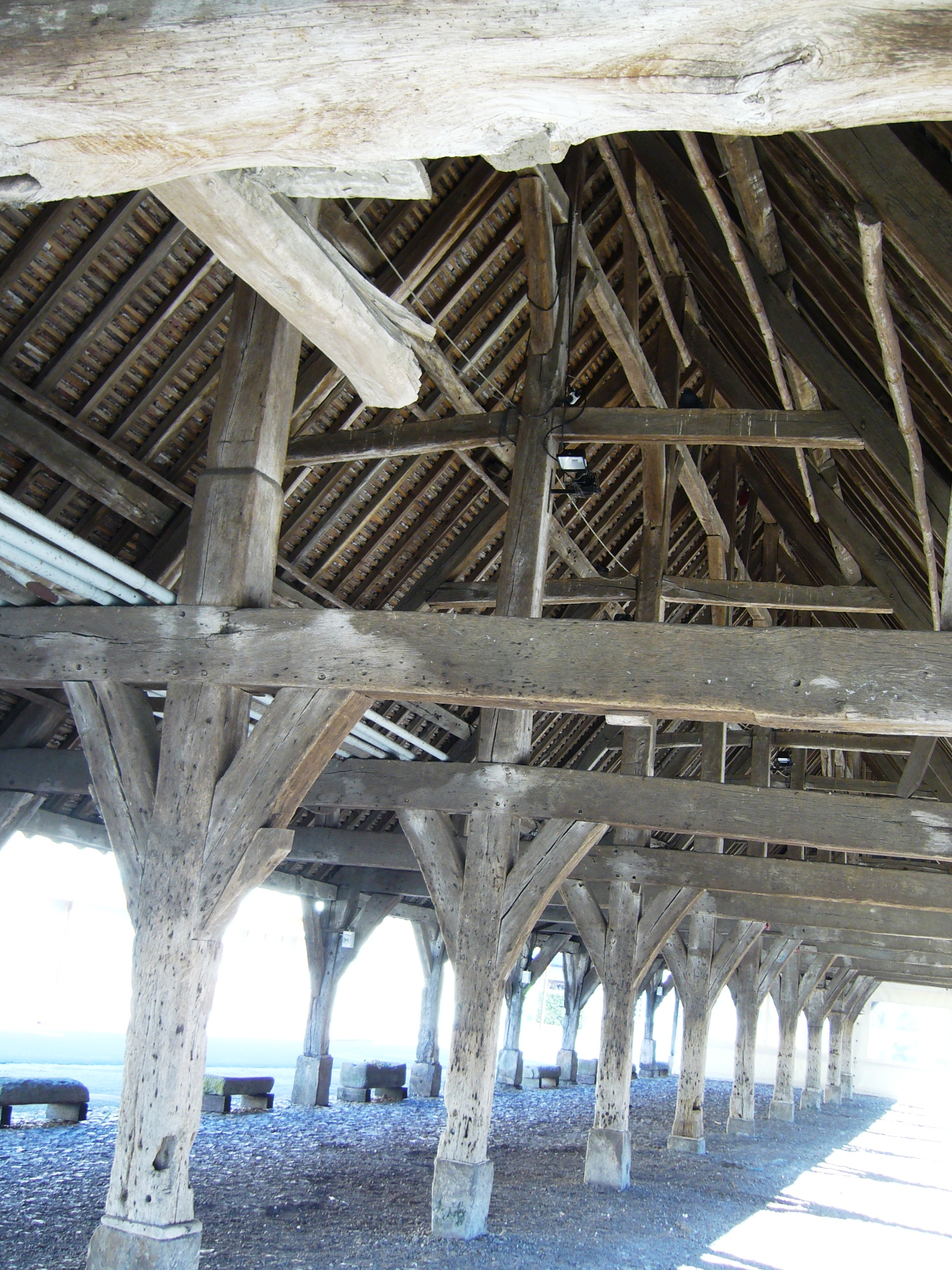
Détails de la charpente.

Sa charpente en chêne est composée de onze travées séparées par douze fermes assemblées par tenons et mortaises et espacées en moyenne de 3 mètres. Chaque ferme est portée par trois poteaux reposant sur des dés en grès. Les poteaux extérieurs présentent un renflement au niveau supérieur pour permettre l’assemblage avec l’entrait et la panne sablière prise par enfourchement. 
Le sol est recouvert de silex
disposés en « calade ». 
L'édifice est couvert de tuiles.

## Protection
La halle de La Ferrière-sur-Risle fait l'objet d'une inscription au titre des monuments historiques par arrêté du 1er octobre 1926.